# Janus Braspennincx
Adrianus Jacobus ("Janus") Braspennincx (Zundert, 5 maart 1903 – Breda, 7 januari 1977) was een Nederlands wielrenner. 

## Carrière
In 1930 werd hij in Arnhem nationaal kampioen op de weg
Als amateur won hij een zilveren medaille op de ploegachtervolging tijdens de Olympische Spelen van Amsterdam. Tijdens zijn carrière als professional behaalde hij 544 eerste plaatsen. Met Jan Pijnenburg won hij vele koppelkoersen. In 1932 werden zij uitgeroepen tot Europa's beste baankoppel. In 1932 werd hij 7e op het WK op de weg.
Janus Braspennincx had als bijnaam Ouwe Bras.
Zijn zoon Piet Braspennincx was ook een succesvol en professioneel wielrenner. Hij was echter geen baanwielrenner. 